# Xã Davis, Quận Lafayette, Missouri
Xã Davis (tiếng Anh: Davis Township) là một xã thuộc quận Lafayette, tiểu bang Missouri, Hoa Kỳ. Năm 2010, dân số của xã này là 4.826 người.